# Magaz de Pisuerga
Magaz de Pisuerga is een gemeente in de Spaanse provincie Palencia in de regio Castilië en León met een oppervlakte van 27,84 km². Magaz de Pisuerga telt 966 inwoners (1 januari 2016).